# Paradiesgärtlein
Das Paradiesgärtlein ist ein Gemälde des Oberrheinischen Meisters, das wahrscheinlich um 1410/1420 angefertigt wurde. Es wurde auf einer 26,3 Zentimeter hohen und 33,4 Zentimeter breiten Eichentafel gemalt und ist insgesamt in gutem Zustand. Das Gemälde zeigt eine lesende Muttergottes und das Christuskind, das auf einem Psalterium spielt, umgeben von mehreren Engeln und Heiligen in einem Garten. Dieser ist durch naturnahe Tier- und Pflanzendarstellungen belebt. Das Paradiesgärtlein befindet sich im Besitz des Historischen Museums der Stadt Frankfurt und ist seit 1921 als Dauerleihgabe im Städel zu sehen.

## Bildbeschreibung
In einem hinten und links durch eine Mauer abgeschlossenen Garten (hortus conclusus) befinden sich Maria, das Jesuskind, Heilige und Engel. Nach vorne und rechts ist der Raum nicht begrenzt. Der Himmel ist tiefblau. Nur eine einzelne Baumkrone, die auf der Mittelachse über der Mauer sichtbar ist, deutet auf eine räumliche Umgebung hin. Die Muttergottes sitzt links der Mittelachse vor einer mit Holzplanken eingefassten Rasenbank auf einem Kissen. Sie hat den Kopf geneigt und liest in einem Buch. Auf dem Haupt trägt sie eine goldene Blätterkrone. Sie ist im Vergleich zu den anderen Figuren überproportional groß.
In der rechten unteren Bildecke sind drei männliche Heilige um einen Baum gruppiert. Der Engel und der Ritter sind die einzigen identifizierbaren Heiligen im Bild. Der Ritter trägt ein stark talliertes Kettenhemd, ein goldenes Wams und eine Kappe aus Stroh. Er wendet dem Betrachter den Rücken zu, er zeigt sein Gesicht im Profil und blickt auf Maria. Im Gras unter ihm liegt ein getöteter Drachen, der ihn als den Heiligen Georg ausweist. Der Engel blickt als einzige Figur aus dem Bild heraus. Sein Kopf ruht sinnend auf seiner rechten Hand. Sein Mund ist geöffnet. Die Flügel sind golden und bunt, die Blumenkrone deutet auf seinen Rang hin. Das Teufelchen zu seinen Füßen identifiziert ihn als Erzengel Michael, der den Teufel bezwungen hat. Ein Jüngling mit braunem Mantel umfasst den Baum und beugt sich zu den beiden hinunter. Hinter seinem Bein lugt ein schwarzer Vogel hervor. Es könnte sich hier um den Heiligen Oswald handeln (womit der Vogel ein Rabe sein müsste).
Auf der linken Seite befinden sich die drei weiblichen Heiligen und das Christuskind. In der linken, unteren Bildecke bewegen sich in einer durch eine Mauer eingefassten Quelle Fische auf die Abflussrinne zu. Auf der Rinne sitzt ein Eisvogel mit einem Fisch im Schnabel. Über die Quelle beugt sich eine in ein blaues Gewand gehüllte Heilige und schöpft mit einer Kette am Becken befestigten Schöpfkelle Wasser. Ihr Haupt ist von einem weißen Schleier bedeckt. Rechts von ihr sitzt eine in rotes Gewand mit weißem Mantel gekleidete Heilige, die einen Blumenkranz auf dem Kopf trägt. Sie hält dem ganz in weiß gekleideten Christuskind das Psalterium hin, an dem es mit zwei Plektren zupft. Das Kind trägt einen aus feinen, kreuzförmigen Strahlen gebildeten Nimbus, den einzigen im Bild. Zwischen den beiden vorderen Heiligen befindet sich im Mittelgrund am linken Rand die dritte Heilige, Dorothea, die vom zweiten Baum des Gemäldes Kirschen in ihr rotes gerafftes Übergewand pflückt, so dass das weiße Untergewand zu sehen ist. Ihr Gesicht sieht man im Profil. Zu ihren Füßen steht ein mit Kirschen gefüllter Korb.
Neben der Madonna steht ein sechseckiger Steintisch mit einem mit Wein gefüllten Nuppenbecher. In einer Obstschale liegen Äpfel. Ein einzelner Apfel, Apfelschnitze und ein Kerngehäuse liegen neben der Schale. Der Garten ist angefüllt mit naturgetreuen Darstellungen von Pflanzen und Tieren, die als Akelei, Bachehrenpreis, Erdbeere, Frauenmantel, Gänseblümchen, Goldlack, Immergrün, Kirsche, Klee, Lilie, Märzbecher, Maiglöckchen, Malve, Margerite, Samtnelke, Pfingstrose, Rose, Schlüsselblume, Schwertlilie, Senf, Rote Taubnessel, Veilchen, Wegerich, Chrysantheme, Astern, Johanniskraut und Levkoje sowie Eisvogel, Kohlmeise, Pirol,  Dompfaff, Buchfink, Rotkehlchen, Buntspecht, Seidenschwanz, Distelfink, Schwanzmeise, Blaumeise, Wiedehopf, Amsel, Libellen und Weißlinge bestimmt werden können.

## Zustand und Gemäldetechnologie
Der Bildträger des Paradiesgärtleins ist eine leicht konvex gewölbte Eichentafel, die wahrscheinlich gedünnt wurde. An der rechten Seite ist die Malkante erhalten, während an den übrigen Seiten dazu kein klarer Befund vorliegt. Jedoch sind keine Beschneidungen der Malfläche in größerem Ausmaß anzunehmen. Der Rand der Tafel und die Malkanten sind beigekittet und weisen auf rotem Grund eine Pudervergoldung auf. Darunter befinden sich Reste einer älteren Vergoldung. Der Zustand der Malerei ist insgesamt gut. Eine größere, ältere Retusche am oberen Rand des Himmels wurde mit leicht grünlicher, auf Silber aufgetragener oder mit Silberflitter gemischter Farbe ausgeführt. Daneben sind weitere kleinere Retuschen zu erkennen, wie etwa über kleinen Ausbrüchen bei einzelnen Kirschen oder Fingergliedern und über Craqueluren. Verputzungen in den roten und in den Schattenpartien der blauen Gewänder führten zu einem Verlust an Plastizität der Malerei. Die Ölvergoldungen und Versilberungen sind teilweise abgerieben.
In Ausbrüchen im Himmel und den angrenzenden Partien der Zinnenmauer kommt eine silberne, zum Teil auch golden erscheinende Metallfolie zum Vorschein. Dies lässt vermuten, dass der Hintergrund des Paradiesgärtleins vom Künstler zunächst auf mit einer gelben Lasur überzogenem Blattsilber angelegt wurde. Damit sollte der Eindruck von Goldgrund erzeugt werden. Der blaue Himmel mit einer unteren Malschicht aus Azurit und einer oberen aus Ultramarin ist ebenfalls original. Die Vögel und weitere Einzelheiten befinden sich auf diesem blauen Grund. Der Brustpanzer des Heiligen Georg und die Flügel des Erzengels Michael sind aus poliertem Blattgold gearbeitet, die anderen goldenen Elemente bestehen dagegen aus einer Ölvergoldung. Die Silberpartien sind mit Blattsilber ausgeführt. Die Struktur des Kettenhemdes wurde durch Einritzungen in den Grund und Verwendung von Punzierungen erzeugt. Daneben wurden auch einige Binnenformen der Malerei vorgeritzt. Zudem lassen sich teilweise lineare Vorzeichnungen nachweisen.
Auf einem aufgeklebten Blatt an der Rückseite der Tafel stehen in der großen Schrift des 19. Jahrhunderts die Zahl 260, darunter der Name J: Burgmaier und unter ihm die Zahl 55. Der schmale, goldene Rahmen ist modern und stammt von Konditormeister Prehn, in dessen Sammlung sich das Bild befand.

## Forschungsgeschichte

### Lokalisierung
Als Erster befasste sich 1841 Franz Kugler mit dem Paradiesgärtlein. Seine Erkenntnisse veröffentlichte er erst 1854 in seinen Schriften Geschichte der Malerei seit Constantin dem Großen 1847 und Kleine Schriften und Studien zur Kunstgeschichte, Zweiter Teil. Kugler bezeichnete die Tafel bereits als Garten des Paradieses, lokalisierte sie nach Köln und schrieb sie einem Zeitgenossen von Stefan Lochner zu. Zugleich sah er auch Anklänge der Malweise des Veronika-Meisters in dem Bild. Auch Heinrich Gustav Hotho und Johann David Passavant verorteten das Paradiesgärtlein nach Köln. Diese Lokalisierung war jedoch nicht unumstritten. So setzte Alfred Lichtwark das Gemälde mit dem Altar der Frankfurter Peterskirche in Beziehung und verortete es an den Mittelrhein. Carl Aldenhoven hielt das Gemälde für westfälisch.
1905 lokalisierte Carl Gebhardt in der Zeitschrift Repertorium für Kunstwissenschaft das Paradiesgärtlein erstmals am Oberrhein. Diese Verortung brauchte jedoch einige Zeit, um sich durchzusetzen. So ging Karl Simon 1911 davon aus, dass das Bild in Frankfurt am Main entstanden sei. Und auch Curt Glaser sah 1924 das Bild als mittelrheinisch mit burgundischen Einflüssen an. Die Lokalisierung am Oberrhein wurde hingegen von Ernst Buchner und 1926 von Ilse Futterer gestützt, die das Werk mit den Bildern der Innenseite des Staufener Altars aus Tennenbach in Beziehung setzte. Futterer favorisierte Straßburg als Entstehungsort des Gemäldes. Die Lokalisierung an den Oberrhein, genauer nach Straßburg, hat sich weitgehend durchgesetzt.

### Einordnung in das Werk des oberrheinischen Meisters
Carl Gebhardt brachte 1905 erstmals das Paradiesgärtlein mit dem Bild Madonna mit den Erdbeeren im Kunstmuseum Solothurn in Verbindung. Er versuchte zudem eine vorsichtige Identifizierung des Meisters dieser Bilder als Hans Tiefental, der in Basel, Straßburg und Schlettstadt dokumentiert ist. Ernst Buchner unterstützte die Zuordnung zur Solothurner Madonna, während Ilse Futterer zwar große Ähnlichkeiten der beiden Gemälde feststellte, aber nicht sicher dieselbe Hand annahm. 1928 führte Walter Hugelshofer die Verkündigung in der Sammlung von Oskar Reinhart in Winterthur in die dem Meister des Paradiesgärtleins zugeschriebene Werkgruppe ein. Im selben Jahr erweiterte Ilse Futterer diese Gruppe um die Bilder Josephs Zweifel und Geburt Mariens im Musée de l’Œuvre Notre-Dame in Straßburg. Das Frankfurter Paradiesgärtlein und die beiden Straßburger Tafeln werden allgemein als eigenhändige Werke des Oberrheinischen Meisters betrachtet, während die weiteren Werke ihm zugeschrieben werden oder in seiner Werkstatt angesiedelt werden.

### Interpretation

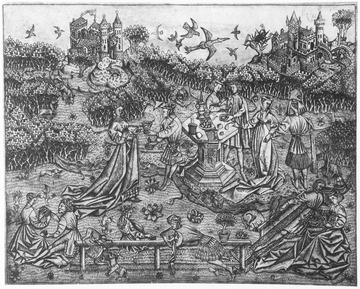
Meister der Liebesgärten, Der große Liebesgarten, Kupferstich, um 1440–1450, Kupferstichkabinett in Berlin.

Für das Paradiesgärtlein gibt es keine in sich geschlossene Interpretation. Der nicht überlieferte Kontext sowie die Bildgestaltung laufen einer solchen zuwider. Viele Autoren machten in dem Gemälde eine Spannung zwischen religiösem und weltlichem Inhalt aus. So schrieb Lichtwark bereits 1899 von einer „Verquickung von Paradiesstimmung und Liebesgarten“. Tatsächlich enthält das Bild Elemente, die etwa auf Stichen des Meister der Liebesgärten, die nur wenig später als das Paradiesgärtlein entstanden, wiederzufinden sind. Auch die erhöhte Lage des Gartens, erkennbar an dem über die Zinnen ragenden Baum, die Gartenbank und die Auswahl der Pflanzen deuten auf einen Burggarten hin. Daneben ist durch die Dargestellten ein ganz klarer religiöser Bezug gegeben.
Das Paradiesgärtlein entzieht sich der Zuordnung zu einem bestimmten Bildtypus. Zwar klingt sie immer wieder im Bild an, wird dann aber wieder vom Künstler gebrochen. So ist das Bildthema dem Hortus conclusus verwandt, jedoch ist die Vorstellung des verschlossenen Gartens schon allein durch das Fehlen jeglicher Begrenzung auf zwei Bildseiten nur schwer aufrechtzuerhalten. Tatsächlich ist der Garten besonders offen, was zu der mentalitätsgeschichtlich noch nicht geprüften These führte, dass sich der Bildbetrachter in das Bild miteinbezogen fühlen soll. Auch der Bildtypus der Madonna im Rosenhag wurde in der Forschung als Bezugspunkt angeführt. Wenngleich Maria dort auch vor einer Rasenbank auf einem Kissen im Garten sitzt, ist sie durch die zentrale Position in der Mitte der Komposition deutlich betonter als im  Paradiesgärtlein. Auch gehören namenlose Engel und nur in seltenen Fällen Heilige zu den Figuren solcher Bilder. Die Betonung der Rose als mariologisches Symbol gibt es im Frankfurter Bild nicht. Die jüngere Forschung bezweifelt, ob die pflanzliche Ausstattung des Paradiesgärtleins überhaupt mariologisch zu deuten ist. Sie vertritt die Auffassung, dass den Pflanzen Studien nach der Natur zu Grunde lagen und eine naturalistische Darstellung angestrebt wurde. Auch die Paradiesvorstellung ist nicht konsistent. Diese Interpretation wird schon durch die nur schwer mögliche Identifizierung der beiden Bäume als Baum des Lebens und Baum der Erkenntnis schwierig. Der Kirschbaum wurde oft als Baum des Lebens identifiziert, der fruchtlose als Baum der Erkenntnis, was aber im Hinblick auf die biblische Erzählung nicht überzeugend ist. Ebenso fehlt die bei Darstellungen des Gartens Eden übliche vollständige Umgrenzung. Noch irritierender für eine solche Interpretation ist jedoch die Darstellung der Tiere. Der Künstler malte im Vordergrund zwei Libellen, die im Volksglauben mit dem Bösen verbunden waren und deshalb in einer Paradiesdarstellung keinen Eingang gefunden hätten. Ebenso unüblich ist die Darstellung des Jagens und Tötens, wie sie durch den vom Eisvogel gefangenen Fisch oder das nach einem Insekt pickende Rotkehlchen hinter Maria im Bild vertreten ist.

## Provenienz
Die Herkunft des Paradiesgärtleins ist unbekannt und wird oftmals in einem klösterlichen Kontext verortet. Vor 1821 befand sich die Tafel im Besitz von Johann Valentin Prehn, einem Frankfurter Konditormeister. In seiner Sammlung war sie Teil des Kleinen Gemäldekabinetts, II. Abteilung. Nach dem Tod Prehns 1821 ging das Bild in den Besitz seiner Kinder über. Bis 1834 gehörte es Ernst Friedrich Carl Prehn, nach seinem Tod Johanna Rosina Sänger, geborene Prehn, und ihrem Mann Johann Friedrich Sänger. Die beiden vermachten das Kleine Gemäldekabinett mit dem Paradiesgärtlein 1839 der Stadt Frankfurt. Diese zeigte das Gemälde ab 1842 in der Stadtbibliothek. 1878 wurde es in die Sammlung des Historischen Museums überführt. Seit 1922 befindet sich das Paradiesgärtlein als Dauerleihgabe im Städel.